# Noyelles-lès-Vermelles
Noyelles-lès-Vermelles là một xã trong tỉnh Pas-de-Calais, vùng Hauts-de-France, Pháp.
Noyelles-lès-Vermelles có cự ly khoảng 5 dặm (8,0 km) về phía đông nam Béthune và 26 dặm (41,8 km) về phía tây nam của Lille, tại giao lộ của các tuyến đường D943 và D166.

## Dân số
| 1962                                                              | 1968 | 1975 | 1982 | 1990 | 1999 | 2006 |
| ----------------------------------------------------------------- | ---- | ---- | ---- | ---- | ---- | ---- |
| 1119                                                              | 1158 | 1084 | 1415 | 1851 | 1939 | 2070 |
| Số liệu điều tra dân số tính từ năm 1962, dân số chỉ tính một lần |      |      |      |      |      |      |

## Địa điểm nổi bật
- Nhà thờ St. Vaast, thế kỷ 19.